# ميكلوس كيس
ميكلوس كيس (بالمجرية: Kiss Miklós)‏ هو مصمم مجري، ولد في 19 سبتمبر 1981 في مدينة دوناوجفاروس في المجر.